# Ruy Gutiérrez de Hinestrosa
Ruy Gutiérrez de Hinestrosa (c. 1355 - c. 1415) fue un noble, político y militar castellano que estuvo al servicio de Juan I de Castilla. Fue señor de la villa de Teba y alcalde mayor de las ciudades de Toledo y Córdoba.

## Biografía
Fue el único hijo varón de Juan Fernández de Hinestrosa, privado de Pedro I de Castilla, y de Sancha González de Villegas, por lo que fue su heredero, tal y como recoge su mujer en sus Memorias: Quedáronle muchos vienes de su padre y muchos lugares, y alcanzaba treszientos de a cavallo suyos, a quarenta madejas de aljófar, tan grueso como garvanzos, a quinientos moros e moras y dos mill marcos de plata en bajilla; y las joyas y preseas de su casa no las pudieran escrevir en dos pliegos de papel; y esto le cupo del dicho su padre y madre porque otro fijo y heredero non tenían.
Su padre le concertó matrimonio con Leonor López de Córdoba, política, escritora e historiadora, hija de Martín López de Córdoba, también petrista, maestre de las órdenes de Alcántara y Calatrava, mayordomo mayor del rey y adelantado mayor del reino de Murcia, llevando la esposa 20.000 doblas en dote.
Tras la muerte del rey don Pedro, el nuevo monarca, Enrique II de Castilla, mandó asesinar a Martín López de Córdoba, y tanto Ruy como su esposa y otros familiares fueron encarcelados desde 1371 hasta 1379, cuando ascendió al trono su hijo Juan I de Castilla, a cuyo servicio se puso intentando recuperar los bienes y posición que había gozado su familia desde antiguo. Sin conseguir su cometido se retiró a Córdoba, donde ejercía el cargo de alcalde mayor en 1411, ciudad en la que debió fallecer pocos años después, cuando su mujer comenzó su privanza particular en la corte de Catalina de Lancáster como su camarera mayor.
Fueron hijos del matrimonio:
1. Ruy López de Hinestrosa, maestresala del rey Juan II de Castilla, casado con Urraca Alfonso de León, nieta de Alfonso García de Cuéllar y descendiente por línea ilegítima de Alfonso IX de León.
2. Leonor López de Hinestrosa, casada con Juan de Guzmán el Póstumo, señor de Beniajar y de la Torre de la Reina, hijo de Juan Alonso Pérez de Guzmán y Osorio, IV señor de Sanlúcar y I conde de Niebla.